# Interieur met een man die een brief leest en een vrouw met naaiwerk
Interieur met een man die een brief leest en een vrouw met naaiwerk is een schilderij van de Hollandse kunstschilder Pieter de Hooch, gedateerd tussen circa 1670 en 1674, olieverf op doek, 77 × 69,9 centimeter groot. Het werk bevindt zich thans in de particuliere collectie Kremer.

## Context
Het thema van de brief lezende of schrijvende mannen en vrouwen was in het derde kwart van de zeventiende eeuw erg populair onder Hollandse kunstschilder. Het thema keert onder andere terug bij Johannes Vermeer, Gabriël Metsu en in het bijzonder ook Gerard ter Borch. Het schrijven en daarmee lezen van een brief was in die tijd sterk in opkomst en nog een hele gebeurtenis.
Nadat De Hooch rond 1660 vanuit Leiden naar Amsterdam verhuisde, legde hij zich veelvuldig toe op het schilderen van interieurs, waarin hij ook regelmatig brieflezende figuren opnam. In die themakeuze liet hij zich beïnvloeden door Ter Borch. Ook in de weergave van de delicate texturen is de inwerking van Ter Borch te herkennen. "Interieur met een man die een brief leest en een vrouw met naaiwerk" is wat dat betreft een karakteristiek voorbeeld.

## Afbeelding
Interieur met een man die een brief leest en een vrouw met naaiwerk toont bij uitstek De Hoochs fascinatie uit die periode voor de subtiele overgangen tussen licht en donker, in het bijzonder voor het contrast tussen teer invallend zonlicht en schaduwpartijen. De opbouw is gebalanceerd en rustgevend, in duidelijk onderscheiden vlakken. In het midden van de compositie wordt een vrouw vol beschenen door een helder binnenvallend zonlicht, dat haar satijnen jurk en felrode jasje, alsook het rieten mandje met linnengoed, schitterend oplicht. Klaarblijkelijk was ze tot kort voor het afgebeelde moment nog druk bezig met een naaiwerkje, dat nog op haar schoot ligt, en is ze even gestopt om te luisteren naar de binnengekomen man die links van haar op een stoel is gaan zitten. Deze brieflezende man wordt door De Hooch nadrukkelijk in de schaduw geplaatst, waarmee de aandacht optisch gezien direct naar de vrouw uitgaat.

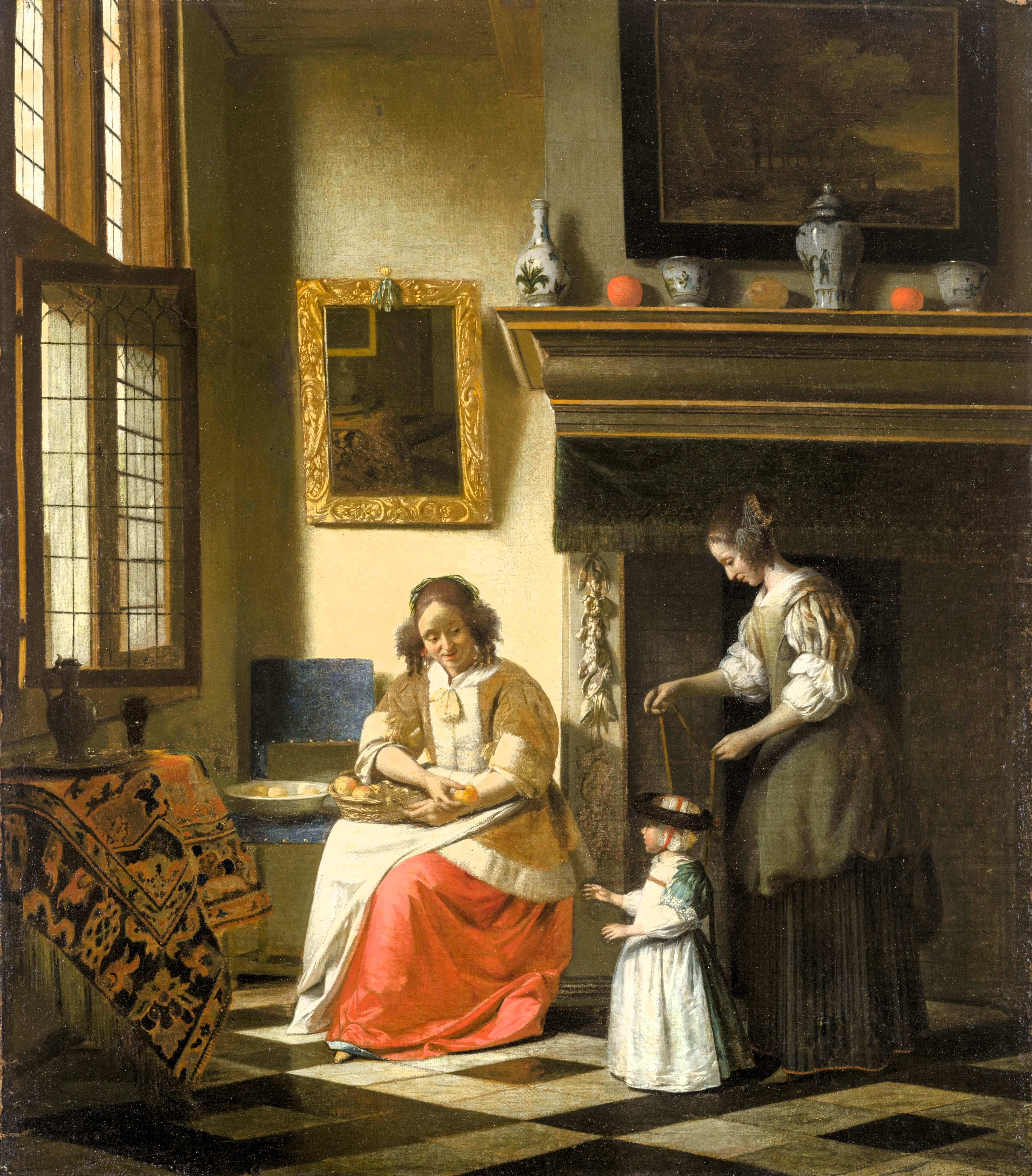
Twee vrouwen leren een kind met valhoed lopen, vergelijkbare compositie, zelfde periode.

Het koppel zit een beetje achteraf, bijna verholen in een hoekje, maar via de marmeren ruiten tegelvloer creëert De Hooch niettemin een zekere ruimte en diepte. De vrouw leunt iets naar achter, alsof ze de zich naar voren buigende man wat beter wil beluisteren en bekijken. Ook is denkbaar dat ze hem niet te dicht toe wil neigen, waarmee een soort van juxtapositie ontstaat die de onderlinge interactie benadrukt en het werk een bijzondere spanning verleent. Wat de aard van de brief is die de man voorleest blijft ongewis. Onduidelijk is ook wat de precieze relatie is tussen beide personen. Voor een bediende heeft de vrouw duidelijk te dure kleren aan. De narratieve invulling van het tafereel wordt duidelijk aan de toeschouwer overgelaten.
Gesuggereerd is wel dat De Hooch - als vaker in zijn oeuvre - met het schilderij een soort van eerbetoon heeft willen brengen aan de eenvoud en intimiteit van het huiselijke leven, waarbij hij de vrouw een centrale rol toebedeeld, in dit werk door haar vol in het licht te plaatsen. Dienaangaande is ook wel gewezen op een mogelijk allegorische betekenis van het schilderij rechtsboven, met Maria, Joseph en het Jezuskind, verwijzend naar inherente tederheid binnen het gezinsleven.
Interieur met een man die een brief leest en een vrouw met naaiwerk wordt algemeen beschouwd als een van de beste werken uit De Hoochs latere periode. Vaak wordt het ook geroemd om de uitstekende staat waarin het bewaard is gebleven.

## Historie
Rond 1800 werd Interieur met een man die een brief leest en een vrouw met naaiwerk op de Londense kunstmarkt verworven door Willem Joseph van Brienen van de Groote Lindt, die het ophing in zijn herenhuis aan de Herengracht te Amsterdam. Vervolgens zou het nog twee generaties in diens familie blijven. De verblijfplaats in de twintigste eeuw is niet bekend. In 1997 werd het door kunstverzamelaarsechtpaar George en Ilone Kremer op een veiling bij Christie's voor 675.000 pond aangekocht voor hun particuliere kunstverzameling. Het schilderij wordt regelmatig uitgeleend voor exposities.

## Brieven bij tijdgenoten

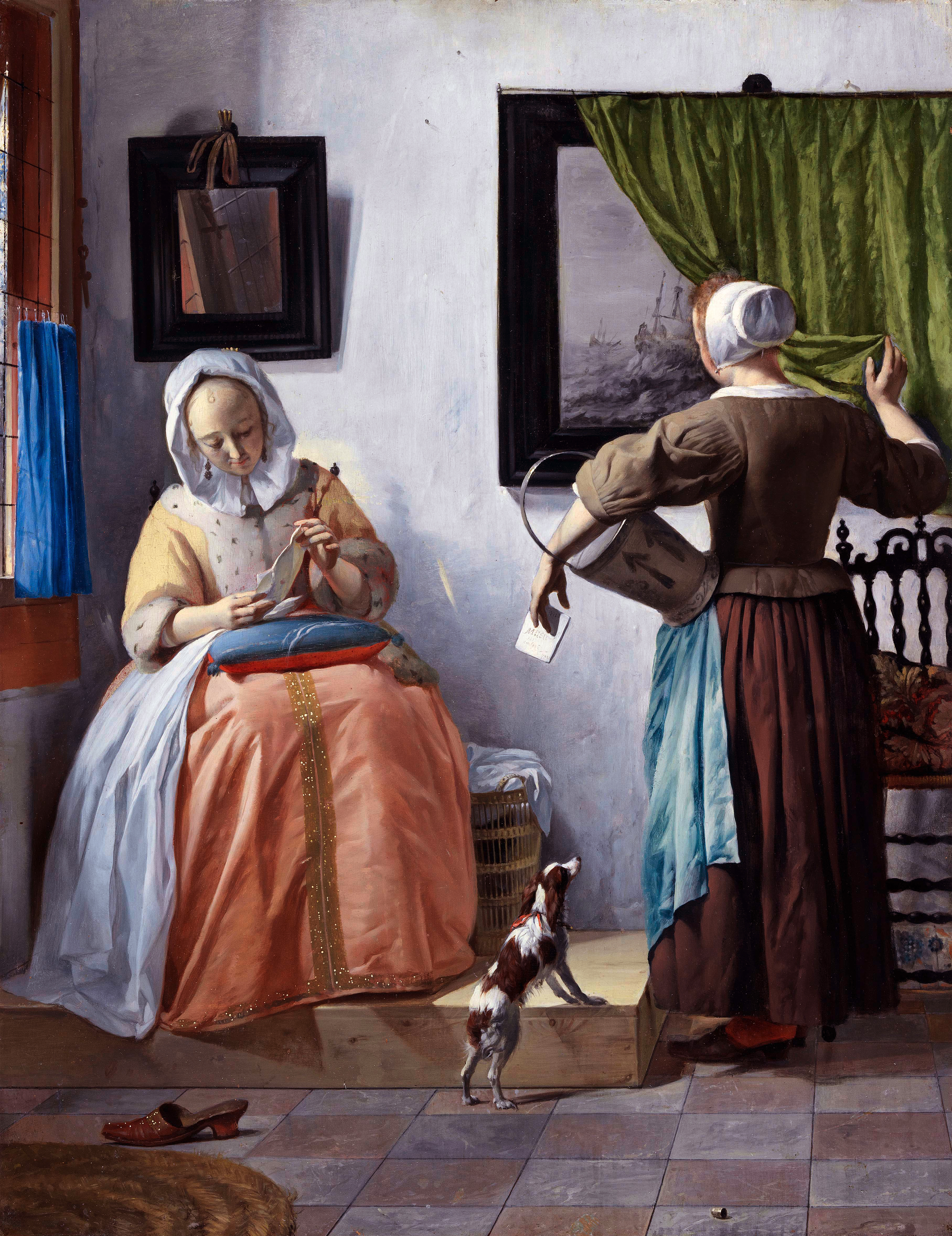
Metsu: Brieflezende vrouw
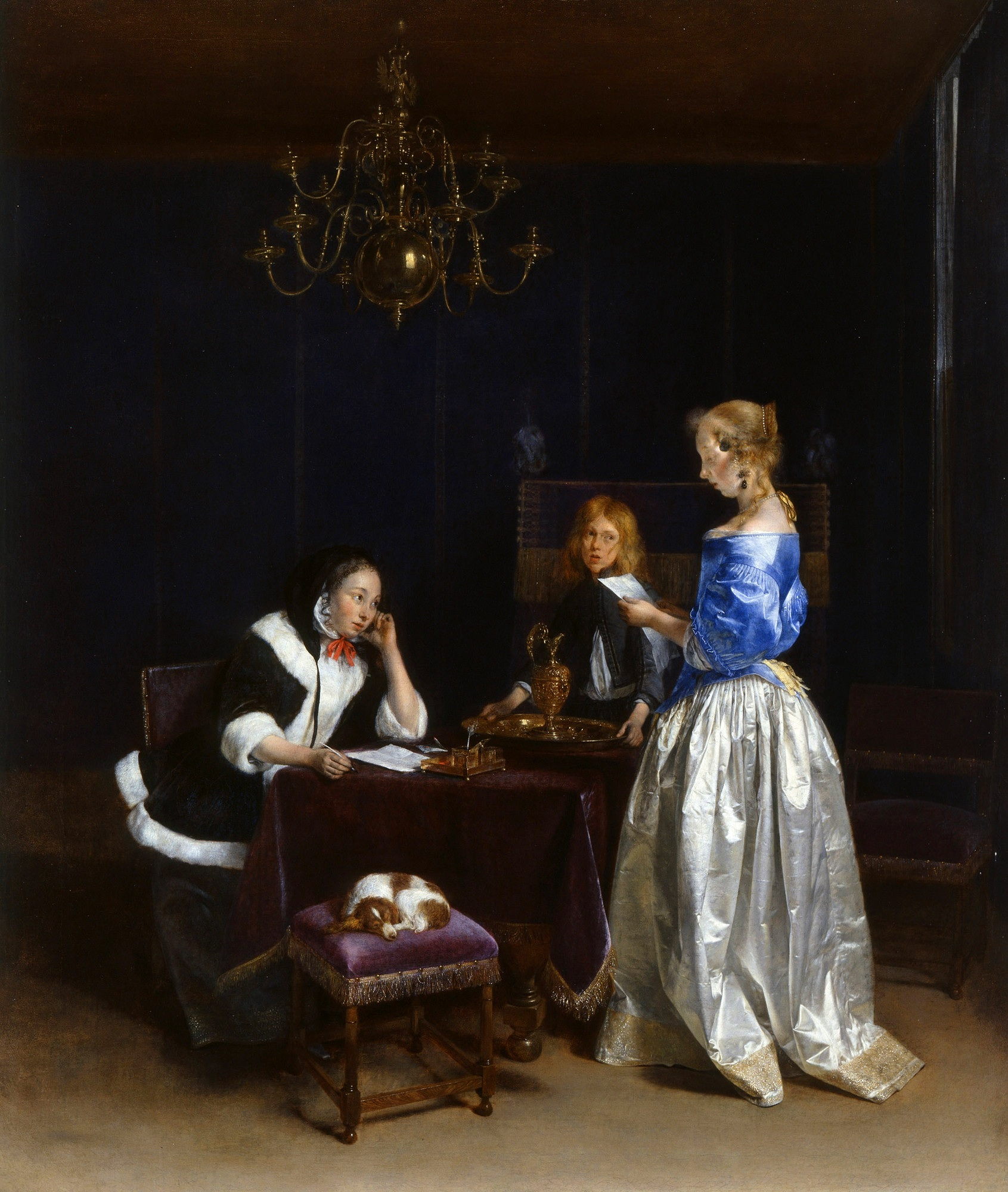
Ter Borch: De brief
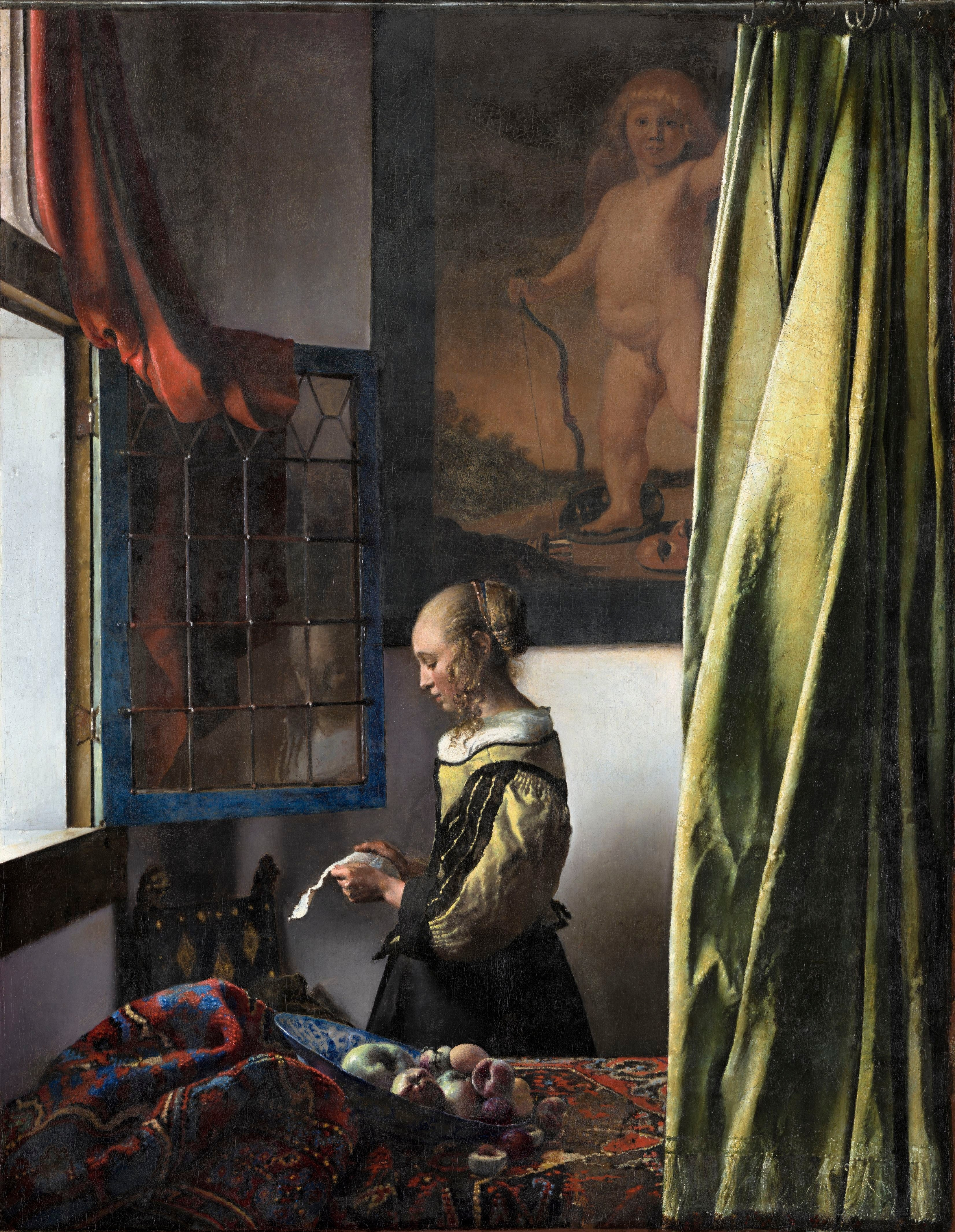
Vermeer: Brieflezend meisje bij het venster